# Yamadori

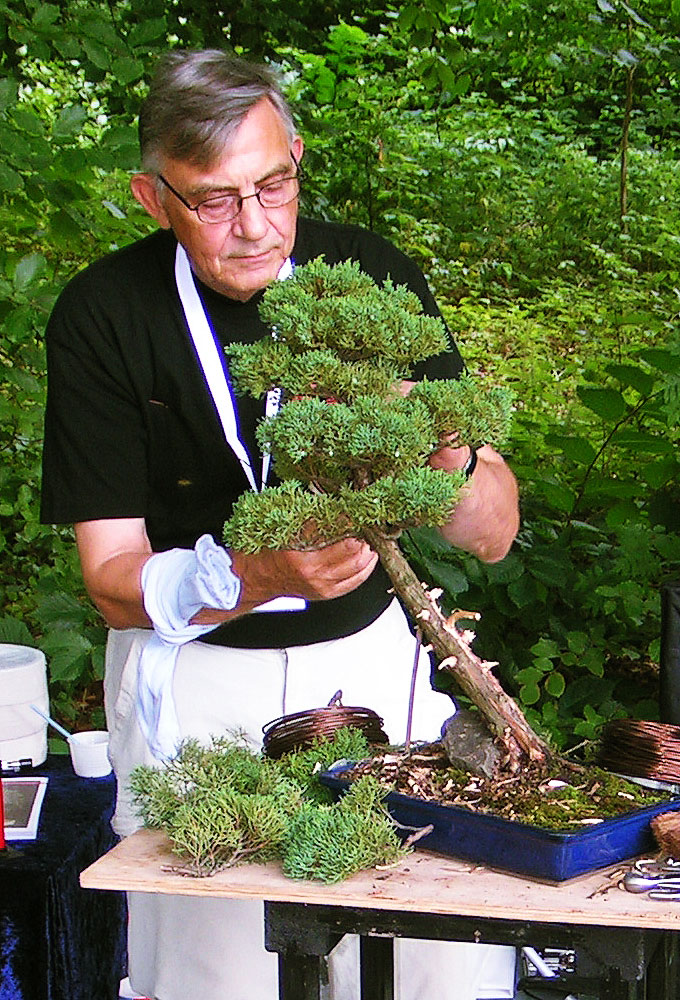
Preparação de um bonsai.

Yamadori é o nome que se dá à colheita de árvores directamente na natureza para transformação em bonsai. Árvores que não recebam luz suficiente, tenham um solo empobrecido de nutrientes e ainda sirvam de alimento para animais (exemplo: um bode a comer as folhas pode simular o efeito de uma poda), ficam com o crescimento limitado, obtendo-se assim um bonsai natural. 
Depois de colocado num vaso e aplicadas as técnicas de bonsai, recebe o nome de yamador-shitate.